# Ctenomys rondoni
Ctenomys rondoni é uma espécie de mamífero da família Ctenomyidae. Endêmica do Brasil, onde pode ser encontrada no estado do Mato Grosso.
Considerada como sinônimo de Ctenomys nattereri por alguns autores, é tratada como uma espécie distinta por outros.